# Волинська єпархія УПЦ (МП)
Волинська єпархія — єпархія УПЦ МП, що займає південно-східні райони Волинської області. Об'єднує парафії та монастирі на території Горохівського, Камінь-Каширського, Ківерцівського, Локачинського, Луцького, Любешівського, Маневицького та Рожищенського районів Волинської області.
Кафедральне місто — Луцьк. Кафедральний храм — собор всіх святих землі Волинської. Єпархію очолює митрополит Нафанаїл (Крикота), який має титул Волинський і Луцький.

## Назви
- Волинська і Житомирська (1799-1940) у Російській православній церкві
- Волинська і Луцька (1940-1941) у Російській православній церкві
- Волинська і Житомирська (1941-1943) у Російській православній церкві
- Волинська і Луцька (1944-1945) у Російській православній церкві
- Волинська і Рівненська (1945 — 1990) в Українському екзархаті РПЦ
- Волинська і Луцька (1990-1996) в УПЦ МП
- Луцька (1996-2012) в УПЦ МП
- Волинська (з 2012) в УПЦ МП

## Історія

### Передісторія
Волинь була на торговому шляху «із варяг у греки». З Візантії та Херсонеса приїжджали купці, а з ними і християнські місіонери, які були тут першими проповідниками християнства. Офіційно християнство введене на Волині просвітителем Русі святим рівноапостольним князем Володимиром, на честь якого місто Людомирія було перейменоване на Володимир-Волинський. У 992 році св. Володимир заснував у Володимирі-Волинському єпископську кафедру і побудував соборну церкву на честь Успіння Пресвятої Богородиці. Першим єпископом цієї кафедри був Стефан І. До тодішньої єпархії входили такі сучасні області: Волинська, Рівненська, частини Житомирської, Тернопільської, Хмельницької областей, а також деякі міста Білорусі та Польщі. Від початку і до кінця 18 століття всі єпископи Волині перебували у юрисдикції Константинопольської православної церкви.
З поширенням християнства на Волині збільшилась і кількість православних єпархій. У середині 12 століття існувало вже три єпархії: Володимир-Волинська (992), Перемишльська (1120) і Галицька (1157), а вже в 1288 році існувала Луцька, яка пізніше називалась Луцько-Острозькою. За часів правління галицько-волинській князів на Волині Православна Церква розвивалась і процвітала. У 1337 Волинь перейшла під управління литовських князів. Перший на Волині литовський православний князь Любарт затвердив права Луцьких єпископів та збудував у Луцьку замок та кафедральний собор на честь апостола Йоана Богослова. У період панування Польщі собор було зруйновано римо-католиками. Нині на території замку в Луцьку зберігся митрополичий будинок і фундамент собору.
У 1596 році два православних єпископи Кирило Терлецький, єпископ Луцький, та Іпатій Потій, єпископ Володимир-Волинський, залишили Православну церкву і перейшли у юрисдикцію Римо-католицької церкви через Брестську унію. Після цього ситуація для православних на Волині стала вкрай важкою. У 1625 році Володимир-Волинська єпархія увійшла до складу Луцької і об'єднана єпархія стала вперше називатися Волинською.

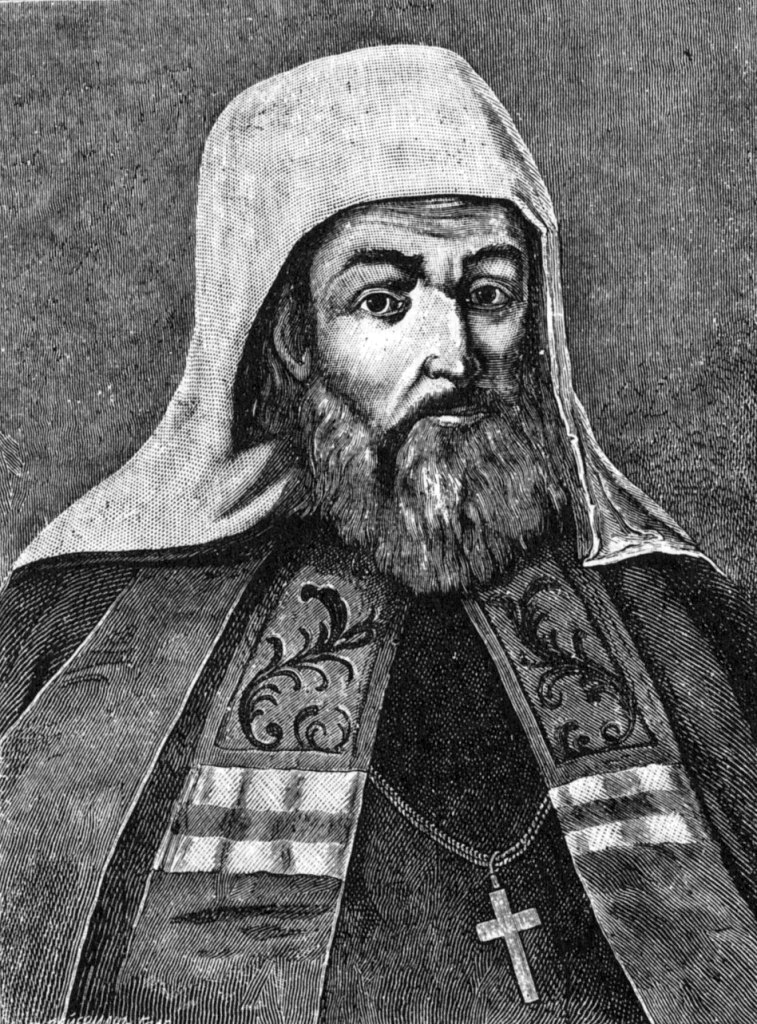
Митрополит Гедеон (Святополк-Четвертинський), портрет XVII ст.

За єпископа Афанасія (Пузини) (1623-1650) становище православної Волинської єпархії покращилося. Православна шляхта заснувала нові монастирі, школи, друкарні для видання церковно-полемічної літератури, а сам єпископ активно захищав Православ'я і вів боротьбу з уніатством. Великим захисником Православної церкви на Волині був також князь Костянтин Острозький. Утиски та насилля з боку уніатів призвели до низки козацьких війн, які завершилися загальним повстанням під проводом Богдана Хмельницького в 1648-1654 роках. Православні волиняни брали активну участь у цій визвольній війні. У 1651 році в околицях міста Берестечка відбулася Берестейська битва, де полягли тисячі православних козаків.
Кінець 17 століття і початок 18 століття були відзначені найбільшими жорстокостями проти православних на Волині. Під час управління Волинською кафедрою єпископом Гедеоном Четвертинським Львівський єпископ Йосип Шумлянський у 1681 році стає таємним уніатом і за підтримки польського уряду загрожує єпископу Четвертинському ув'язненням і смертю, якщо той не прийме унію. В 1684 році Четвертинський залишає Волинську єпархію і в 1685 році стає митрополитом Київським. Таким чином Волинська єпархія опиняється в руках таємного уніата. Після смерті Шумлянського єпископом Волинським стає Діонісій Жабокрицький, який згодом також приймає унію.
Останнім православним Волинським єпископом був Кирило Шумлянський. Через переслідування уніатами він у 1712 році був змушений перебратися до Києва, але аж до своєї смерті у 1726 році підтримував зв'язок зі своєю православною паствою на Волині.
У 1726-1795 роках у Волинській єпархії не було православних єпископів.

### Єпархія Російської православної церкви
На початку ХХ ст. православному населенню Волині належало біля двох тисяч храмів, каплиць та молитовних будинків, майже півтори тисячі церковно-приходських шкіл і понад сто бібліотек при церквах.
Після другого поділу Польщі в 1793 році за керівництва Російської Імперії почала організовуватись православна єпархіальна організація на Волині. Для Західної України та Білорусі була створена Мінська єпархія. Масове повернення населення у Православ'я із часто насильно впровадженого уніатства швидко збільшувало місцеву паству, і на допомогу архієпископу Мінському було надіслано архімандрита Варлаама (Шишацького), що прибув наприкінці 1794 року в Житомир «з правом керуючого справами духовного відомства в Ізяславській та Брацлавській губерніях». Він став першим православним єпископом на Волині після уніатського періоду. Незабаром було надіслано близько 117 священиків із сусідніх єпархій для пастирства у новоприєднаних парафіях. Указом від 12 квітня 1795 року імператриця Катерина II заснувала при Мінській єпархії Житомирське вікаріатство, перетворене 16 жовтня 1799 року на самостійну Волинську єпархію. Вже 14 травня 1796 року була створена Волинська духовна семінарія при архієрейській резиденції в місті Острог. До початку 19 століття чисельність православних парафій у понад 10 разів перевищила кількість уніатських, що суттєво відрізнялося від ситуації на Галичині.

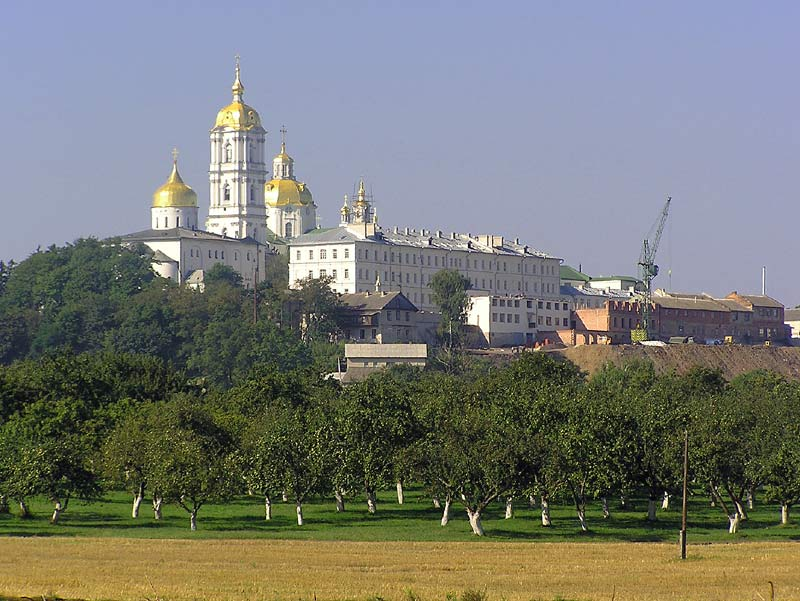
Почаївська лавра

Кафедра нової єпархії знаходилася в різних місцях єпархії: спочатку — в Преображенському монастирі міста Острог, з 1825 року — в місті Ганнопіль Острозького повіту, в палаці князя Яблоновського, потім у Почаївській Лаврі, поверненій від василіан 25 жовтня 1831 року, і, нарешті, з 1 жовтня 1840 року — в Житомирі.
Указом від 17 січня 1840 року єпархія «…як би втратила свою самостійність, бо Волинському Преосвященному наказано бути архієпископом Варшавським і Новогеоргіївським, керуючим Волинською єпархією. Таке становище тривало до 1860 року, коли Варшавська архієрейська кафедра була відокремлена від Волинської…».
У 1839 році внаслідок воз'єднання з уніатами кількість віруючих Православної церкви на Волині значно збільшилася. З ускладненням справ в управлінні єпархією виникла необхідність заснувати на Волині кафедру вікаріїв. Вона була заснована 1 жовтня 1840 року як Острозьке вікаріатство з огляду на те, що місто Острог з 14 століття було осередком релігійного життя. У 1844 році від Волинської до Київської єпархії було перенесене місто Бердичів із повітом. Вікарії Волинської єпархії мешкали спочатку в Почаївській Лаврі, потім у Дермані, а з 1873 році в Кременці, де знаходилася духовна семінарія. В результаті назрілих релігійно-просвітницьких потреб єпархії 8 липня 1891 року було засноване друге, Володимир-Волинське вікаріатство. Вікарій мешкав у Житомирі. В часи Другої світової війни вікаріатства перестали існувати.
З 15 травня 1892 року велика і численна Волинська єпархія стає архієпископією. На початку 20 століття почало діяти єпархіальне місіонерське товариство. Особливо важливою подією в житті єпархії та міста Житомира було відкриття зусиллями Антонія (Храповицького) Свято-Анастасіївської церкви, де в срібній раці була поміщена глава святої преподобномучениці Анастасії Римської.
У 1914 році єпархія налічувала близько 1200 парафій.
Православні віруючі міста Берестечка у 1910 році вирішили вшанувати пам'ять полеглих козаків у визвольній боротьбі з уніатами (битва під Берестечком) і розпочали будівництво Свято-Троїцького собору, який мав бути трішки меншою за розмірами копією Свято-Володимирського собору Києва. Перша світова війна, революція 1917 року, а пізніше католицька Польща та радянська влада сильно перешкоджали будівництву, і воно було продовжене тільки у 1990-тих роках.

### Єпархія Українського екзархату РПЦ

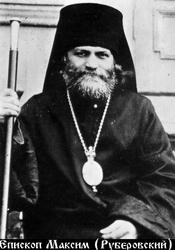
Єпископ Максим (Руберовський), розстріляний радянською владою у 1937 році.

У 1921-1939 роках землі Західної Волині відійшли до Польщі і опинилися у юрисдикції Польської Православної Церкви. Так утворилося дві єпархії, що називалися Волинськими — єпархія Російської церкви з кафедрою в Житомирі продовжила своє існування, а у Польській церкві була створена Волинська єпархія з кафедрою в Кременці. У складі останньої був створений ряд нових вікаріатств і проведена часткова українізація богослужіння. До кінця 1937 року із 687 храмів Волинської єпархії ППЦ українська мова вживалася в 415: тільки на українській богослужіння відбувалося у 124 храмах, почергово у 40 храмах, періодично у 126 храмах, в 99 храмах богослужіння проводилося церковнослов'янською мовою, але читання Святого письма, молитов «Отче наш» і «Символу віри» — українською, у 26 — церковнослов'янською мовою з українською вимовою. Українізація богослужіння на Волині проводилася при активному сприянні місцевого воєводи Генрика Юзевського.
Волинська єпархія Російської православної церкви з кафедрою в Житомирі розділила долю Церкви в СРСР, піддавшись майже повному розгрому. Пік переслідувань у 1937 році був відзначений розстрілом близько 250 осіб на чолі з єпископом Максимом (Руберовським). У 1939 році західноволинські землі воз'єдналися з Україною в складі СРСР. У 1939-1940 роках місцевий єпископат через покаяння був прийнятий до Російської православної церкви (на той момент РПЦ ще не визнавала Польську православну церкву).
У 1940 році зі складу Волинської були виділені незалежні Луцька та Житомирська єпархії. Луцьк став центром Екзархату Західної України і Білорусі, який очолив митрополит Миколай (Ярушевич). Сталінський режим готував знищення релігії на новоприєднаних територіях, і екзарх «за тиждень до війни виїхав до Москви, не давши нікому з єпископів ніяких розпоряджень».

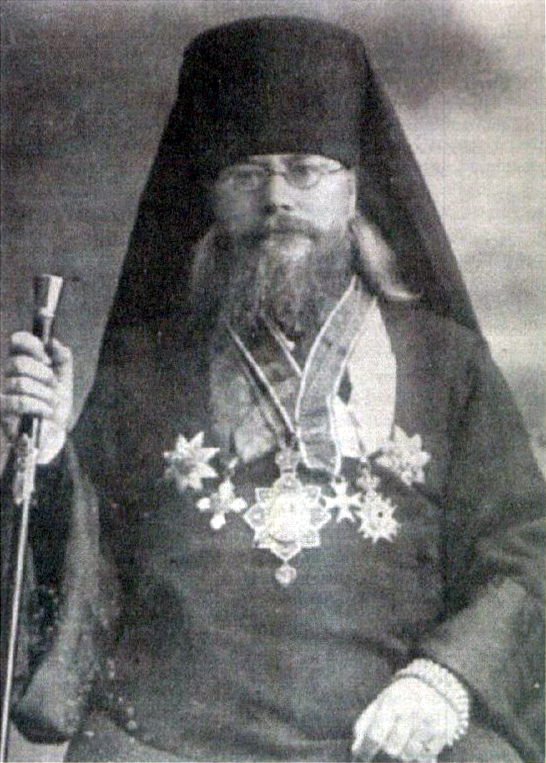
Митрополит Олексій (Громадський), вбитий бійцями ОУН у 1943.

18 серпня 1941 року Собор єпископів у Почаєві вирішив вважати Волинь канонічно залежною від Російської православної церкви з поверненням Волині автономного управління. Митрополит Варшавський Діонісій не визнав рішення собору, а єпископи не звернули уваги на аргументацію митрополита Діонісія. Через це декретом від 24 грудня 1941 року митрополит Діонісій призначив єпископа Полікарпа (Сікорського) адміністратором Автокефальної Православної Церкви на території України. Так почався церковний розкол, а спроби до об'єднання придушувались німецькою владою. Боротьба між автокефалістами і автономістами принесла багато жертв і шкоди для Православної церкви в Україні. В травні 1943 року на шляху з Кременця в Дубно, поблизу села Смиги групою бойовиків зі збройної частини ОУН — мельниківців був вбитий голова Автономної Церкви, митрополит Волинський і Житомирський Олексій (Громадський), що остаточно поховало надію на об'єднання. Наприкінці війни в 1944 році митрополит Полікарп, відсвяткувавши Різдво Христове на своїй кафедрі, виїхав із Луцька. Після цього на Волині та в Україні не лишилося жодного автокефального єпископа — усі емігрували на Захід. Першим православним архієреєм на Волині після війни став російський єпископ Пітирим (Свиридов).
У 1945 році Луцький Троїцький собор став кафедрою Волинської єпархії, яка продовжувала називатися Волинською і Рівненською аж до 1990 року. В тому ж році при соборі починає функціонувати духовна семінарія.
У 1960-1980-тих роках Волинсько-Рівненська єпархія переживала важкі часи. Десятки храмів було закрито та зруйновано, припинили свою діяльність монастирі. Восени 1964 року була закрита Волинська духовна семінарія.

### Сучасність
Наприкінці 1980-х на Волині почалося активне відродження православного життя, стали відкриватися храми і монастирі. 1990 року з Волинської єпархії була виділена Рівненська.
1992 року почалися масові переходи священиків і мирян у юрисдикцію Київського патріархату. Волинська облдержадміністрація передала Луцький Троїцький кафедральний собор, будівлі єпархіального управління і семінарії представникам Київського патріархату. Після цієї передачі єпархія УПЦ МП втратила майже все майно і змогла зберегти за собою лише одну Свято-Покровську церкву в Луцьку.

### Єпархія після 1992 року
3 травня 1996 року зі складу єпархії була виділена Володимир-Волинська кафедра. Тоді ж Волинська єпархія перейменована на Луцьку.
21 липня 1998 — в Луцьку закладено камінь під будівництво нового кафедрального собору на честь Всіх святих землі Волинської. У 2010-х у нижньому храмі розпочалися богослужіння, хоча будівництво ще повністю не завершено.
Волинська духовна семінарія УПЦ МП отримала приміщення у Луцькому домініканському монастирі. Стара будівля семінарії залишилися у юрисдикції Київського патріархату і згодом там було створено Волинську православну богословську академію УПЦ КП.
20 липня 2012 року рішенням синоду УПЦ МП Луцьку єпархію перейменовано на Волинську.
З 2016 року єпархію очолює митрополит Нафанаїл (Крикота), колишній ректор Почаївської духовної семінарії.
У листопаді 2022 року, під час обшуків, проведених на об'єктах РПЦвУ у Херсонській, Черкаській, Житомирській та Волинській областях, було виявлено підробні документи, російську пропагандистську літературу, російські паспорти та інші докази співпраці місцевих працівників та керівництва із російськими окупантами.

## Архієреї

### Російська православна церква
- Варлаам (Шишацький) (16 жовтня 1799 — 29 грудня 1805)
- Даниїл Натток-Михайловський (2 лютого 1806 — 6 липня 1813)
- Стефан (Романовський) (14 вересня 1813 — 24 листопада 1828)
- Амвросій (Морев) (1 грудня 1828 — 1 лютого 1832)
- Інокентій (Сельнокринов) (10 лютого 1832 — 28 січня 1840)
- Никанор (Клементіївський) (28 січня 1840 — 17 січня 1843)
- керувалася Варшавськими архієресями (1843-1860)
- Антоній (Павлинський) (29 серпня 1860 — 8 квітня 1862)
- Агафангел (Соловйов) (17 червня 1866 — 8 березня 1876)
- Димитрій (Муретов) (26 квітня 1876 — 20 лютого 1882)
- Тихон (Покровський) (6 березня 1882 — 16 квітня 1885)
- Паладій (Ганкевич) (4 травня 1885 — 25 листопада 1889)
- Модест (Стрельбицький) (25 листопада 1889 — 13 квітня 1902)
- Антоній (Храповицький) (27 квітня 1902 — 14 травня 1914)
- Євлогій (Георгіївський) (14 травня 1914-1920)
- Фадей (Успенський) (1917, 1921-1922, тимчасово керуючий, єп. Володимиро-Волинський)
- Гавриїл (Воєводін) (1920-1921), т.к.

| Український екзархат Російської православної церкви - Аверкій (Кедров) (1922 — 15 лютого 1930) - Леонтій (Матусевич) (8 червня 1922 — 23 серпня 1923), т.к., єп. Коростенський - Максим (Руберовський) (6 листопада 1924 — 30 квітня 1925), т.к., єп. Полонський - Микола (Пирський) (1931 — 13 травня 1932), т.к. - В'ячеслав (Шкурко) (13 листопада 1932 — 23 жовтня 1934), т.к. до 1933 - Філарет (Лінчевський) (5 листопада 1934 — 27 листопада 1937) | Польська православна церква - Діонісій (Валединський) (1922-1934) - Олексій (Громадський) (15 квітня 1934 — 28 жовтня 1940) |

- Миколай (Ярушевич) (28 жовтня 1940 — 15 липня 1941)
- Олексій (Громадський) (15 липня 1941 — 7 травня 1943)
- Дамаскін (Малюта) (6 червня 1943 — 23 травня 1944)
- Микола (Чуфаровский) (23 травня 1944 — 3 січня 1946)
- Варлаам (Борисевич) (січень 1946 — 3 червня 1948)
- Панкратій (Кашперук) (3 червня 1948 — 15 листопада 1952, 27 липня 1956 — 9 липня 1962)
- Палладій (Камінський) (15 листопада 1952 — 23 липня 1956)
- Мефодій (Мензак) (29 серпня 1962 — 22 грудня 1964)
- Леонтій (Гудимов) (22 грудня 1964 — 8 жовтня 1965)
- Даміан (Марчук) (8 жовтня 1965 — 30 грудня 1986)
- Варлаам (Ільющенко) (30 грудня 1986 — 19 лютого 1990)

### УПЦ МП
- Варфоломій (Ващук) (24 лютого 1990 — 25 серпня 1992)
- Нифонт (Солодуха) (25 серпня 1992 — 18 жовтня 2016)
- Нафанаїл (Крикота) (з 18 жовтня 2016)

## Благочиння
- Берестечківське
- Горохівське
- Камінь-Каширське
- Ківерцівське
- Колковське
- Локачинське
- Луцьке
- Любешівське
- Маневицьке
- Рожищенське
- Турійське
- Садівське

## Основні монастирі
- Хрестовоздвиженський Старочарторийський чоловічий монастир, заснований в 1997 році при Хрестовоздвиженському соборі села Старий Чорторийськ Маневицького району. Настоятель — ігумен Володимир (Гапонюк).
- Стрітенський Михнівський жіночий монастир, заснований як чоловічий у 1642 році, згодом католицький, після повернення православним у 1795 році діяв як парафія, відроджений у 1996 році як жіночий. Настоятелька — ігуменя Серафима (Селіверстова). Розташований у селі Михнівка Камінь-Каширського району.
- Троїцький Старосільський жіночий монастир, заснований у 2006 році кількома черницями із Михнівського монастиря[10]. Розташований у селі Старосілля Маневицького району.

## Навчальні заклади

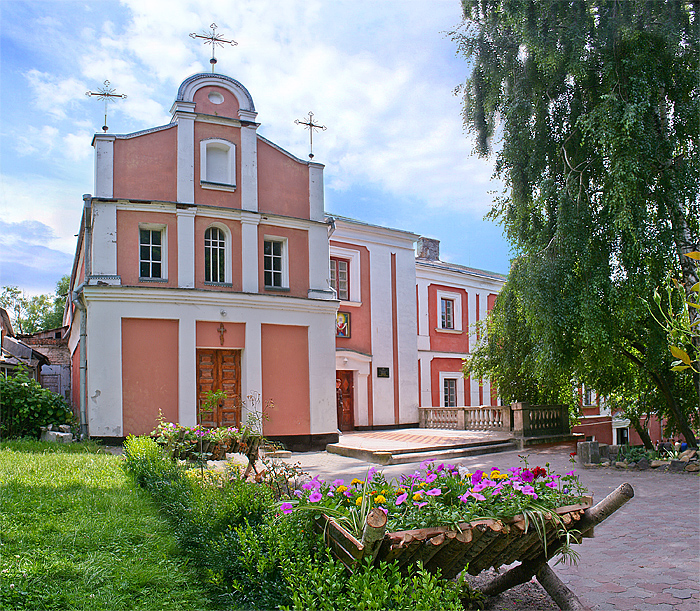
Волинська духовна семінарія УПЦ (МП) нині розташована у колишньому домініканському монастирі.

- Волинська духовна семінарія
- курси псаломщиків-регентів
- понад 100 недільних шкіл